# Rasmus Bruun
Rasmus Bruun (født 15. januar 1983) er dansk, satiriker, skuespiller og medradiovært på Den Korte Radioavis og Den2Radioavis på henholdsvis Radio24syv og Den2Radio i rollen som Rasmus Bruun. Rasmus er desuden medejer af podcast-universet “Undskyld vi Roder”. Rasmus optræder i podcasten som sig selv i rollen som nyhedsvært for radiostationen “R8dio”.

## Karriere

### Radio
Rasmus Bruun kom på DRs Talenthold i 2005 og blev i januar 2007 vært på programmet Boogieradio Eftermiddag. Værtsrollen delte han med sin senere mangeårige samarbejdspartner Christian Trangbæk, som han lavede flere programmer med. Heriblandt programmet Anders' Pagt fra 2008, der vandt en Prix Nordica samme år, og De Fine Fyre på P3 i 2012. I 2013 vandt Rasmus Bruun sammen med Frederik Cilius prisen for "Årets Nyskabelse" ved Prix Radio for programmet Damernes Magazine på Radio 24syv. I sommeren 2014 lavede de to programmet Antidemokratisk Festival og senest Den Korte Radioavis, hvor Rasmus Bruun spiller nyhedsredaktøren Rasmus Bruun. Til Prix Radio 2015 vandt programmet tre priser: "Årets Nyskabelse", "Årets Satire" og "Årets Radioprogram".

### TV
Rasmus Bruun fik sin TV-debut i 2010 med programmet Pirat på DR2, som han skrev sammen med Christian Trangbæk. Et makkerskab der fortsatte med satireprogrammet Den Bitre Ende i 2012 på DR2. I 2014 skabte og spillede Rasmus Bruun med i to sæsoner af Go' Lorte Weekend, et sketchshow for børn sendt fra 2013 på DR Ultra, sammen med Christian Trangbæk og Frederik Cilius. De tre videreførte samarbejdet i programmet Skråt op på 3. til DR Ultra i 2015. Ved siden af børneprogrammerne har Rasmus Bruun spillet med i programmer for voksne: Satireserien Partiets Mand (2014) sendt på DR2 og Sjit Happens på TV2 Zulu.

## Optrædener

### Film
| År   | Titel                     | Rolle | Noter |
| ---- | ------------------------- | ----- | ----- |
| 2018 | Sankt Bernhard Syndikatet |       |       |

### Tv-serier
| År        | Titel                      | Rolle                      |
| --------- | -------------------------- | -------------------------- |
| 2014      | Partiets mand              | Jeppe Strandby, pressechef |
| 2014-2017 | SJIT Happens               | Christian Jung             |
| 2018      | 29                         | Gymnasielærer              |
| 2020      | Fuld af Danmark            |                            |
| 2021      | Fantomforhold              | Læge                       |
| 2021      | Kastanjemanden             | Henning Loeb               |
| 2022-2024 | Orkestret                  | Jeppe                      |
| 2022-2024 | Operarejsen                |                            |
| 2023      | Troldehjertets Hemmelighed | Cornelius                  |
| 2024      | Minkavlerne                | Læge                       |
| 2024      | Grundtvig                  | Politiker                  |

### Radio
- Den Korte Radioavis (2015-2019)

### Podcast
- Undskyld vi roder (2020–)
- Kirsten ringer til Rasmus (2023-) [11]